# Società Polisportiva del Littorio Alma Juventus Fano 1936-1937
Questa voce raccoglie le informazioni riguardanti la Società Polisportiva del Littorio Alma Juventus Fano nelle competizioni ufficiali della stagione 1936-1937.

## Rosa
| N. |                   | Ruolo | Calciatore      |
| -- | ----------------- | ----- | --------------- |
|    | Italia (bandiera) |       | Enzo Bacciocchi |
|    | Italia (bandiera) |       | Carlo Balzani   |
|    | Italia (bandiera) |       | Bruno Bedosti   |
|    | Italia (bandiera) |       | Marco Bonoldi   |
|    | Italia (bandiera) |       | Ilaro Fabbri    |
|    | Italia (bandiera) |       | Bruno Fazi      |
|    | Italia (bandiera) | D     | Umberto Ferrari |

| N. |                   | Ruolo | Calciatore      |
| -- | ----------------- | ----- | --------------- |
|    | Italia (bandiera) |       | Odo Godoli      |
|    | Italia (bandiera) |       | Mario Malaguti  |
|    | Italia (bandiera) |       | Enzo Mei        |
|    | Italia (bandiera) |       | Giovanni Pozzi  |
|    | Italia (bandiera) |       | Giuseppe Renna  |
|    | Italia (bandiera) |       | Giuseppe Scuppa |